# Kalandula
Kalandula – wodospad w północno-zachodniej Angoli, w prowincji Malanje, na rzece Lucala. Jego wysokość wynosi 105 m, a szerokość 411 m.
W czasach kolonialnych nazywany był wodospadem Książąt Braganca, jako wyraz hołdu dla portugalskiej rodziny królewskiej.